# أسفل يغهة (يافع)

تعديل مصدري - تعديل

اسفل يغهة هي إحدى قرى عزلة لبعوس بمديرية يافع التابعة لمحافظة لحج، بلغ تعداد سكانها 21 نسمة حسب تعداد اليمن لعام 2004.